# Oliver ! (film)
Cet article concerne le film. Pour la comédie musicale, voir Oliver! (comédie musicale).
Pour les articles homonymes, voir Oliver Twist (homonymie) et Oliver!.
Pour plus de détails, voir Fiche technique et Distribution.
Oliver ! (Oliver!) est un film musical britannique réalisé par Carol Reed, sorti en 1968.

## Synopsis
Oliver Twist est un jeune garçon orphelin, qui travaille dans les années 1830 dans une usine qui n’emploie que des orphelins, comme il en existe en Grande-Bretagne à cette époque, et que l'on appelle les workhouses. Au cours d'un repas, il est renvoyé de l'institution pour avoir réclamé plus de soupe. Il est vendu comme garçon de boutique à un commerçant local, mais bien vite il réussit à s'enfuir de son nouvel enfer, et écume les routes jusqu'à Londres. De là son aventure londonienne commence par sa rencontre avec un jeune pickpocket de son âge, l'Arsouille (interprété par Jack Wild), qui décide de le conduire auprès de son mentor, Fagin (interprété par Ron Moody), un « sauveur » de jeunes garçons en détresse des bas fonds de Londres. Ce dernier l’initie à l'art subtil du vol et le prend sous son aile. S'ensuivent de nombreux rebondissements qui mènent Oliver à retrouver ses origines aux côtés de son grand-père maternel. Le film a la forme d’une comédie musicale, où le rêve d'un petit enfant se traduit en une musique capable d'entraîner toute la ville de Londres.

## Fiche technique
- Titre original : Oliver!
- Titre Français : Oliver !
- Réalisation : Carol Reed
- Scénario : Vernon Harris d'après Lionel Bart et Charles Dickens (librement adapté de Oliver Twist)
- Direction artistique : Terence Marsh
- Décors : John Box
- Costumes : Phyllis Dalton
- Photographie : Oswald Morris
- Montage : Ralph Kemplen
- Musique : Lionel Bart & Johnny Green
- Production : John Woolf
- Société(s) de production : Romulus Films[1], Warwick Film Productions
- Société(s) de distribution :  Columbia Pictures Corporation,  Columbia Pictures
- Budget : 10 000 000 $ US[2]
- Pays de production : Royaume-Uni
- Langue originale : anglais
- Format : couleurs (Technicolor) – 35 mm – 2,20:1 – Stéréo 4pistes pour copies 35 m/m et 6 pistes pour les copies V.O et V.F d'origine
- Genre : comédie musicale
- Durée : 153 minutes
- Dates de sortie :
  - Royaume-Uni : 26 septembre 1968 (première, Londres)
  - États-Unis : 10 décembre 1968 (première newyorkaise)
  - France : 11 décembre 1968

## Distribution
Légende : VF parlée, VF chantée

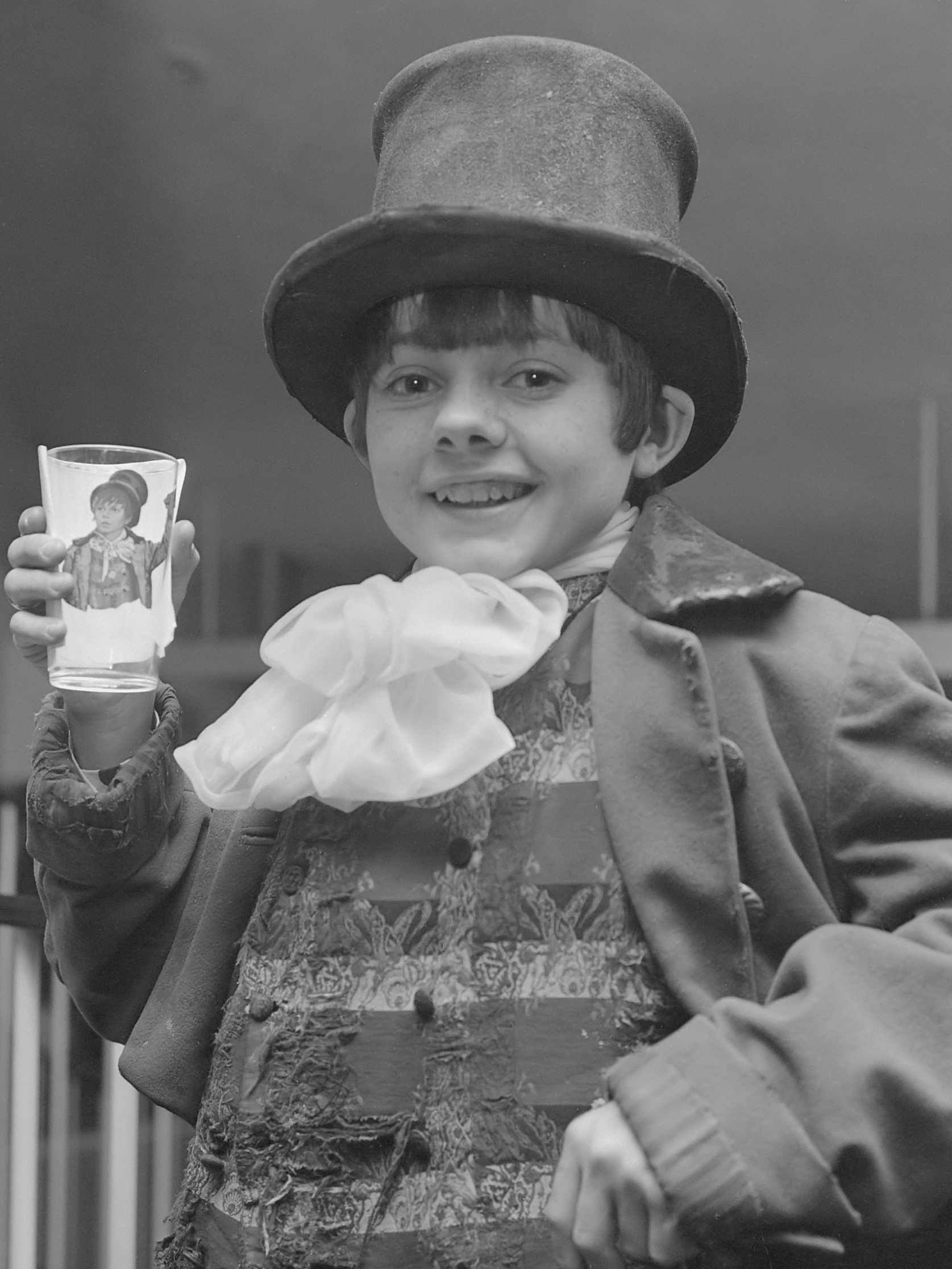
Jack Wild dans le rôle de l'L'Arsouille.

- Ron Moody (VF : Henri Virlojeux, Dominique Tirmont) : Fagin
- Shani Wallis (VF : Nicole Croisille, Idem) : Nancy
- Oliver Reed (VF : Serge Sauvion) : Bill Sikes
- Harry Secombe (VF : Albert Médina, Albert Lance) : Bumble
- Mark Lester (VF : Lucie Dolène, Christophe Janin) : Oliver
- Jack Wild (VF : Lucie Dolène, Idem) : L'Arsouille
- Hugh Griffith (VF : Alfred Pasquali) : Magistrate
- Joseph O'Conor (VF : Jean-Paul Moulinot) : Mr Brownlow
- Peggy Mount (VF : Janine de Waleyne) : Mrs. Bumble
- Leonard Rossiter : Sowerberry
- Hylda Baker : Mrs. Sowerberry
- Kenneth Cranham : Noah Claypole
- Megs Jenkins : Mrs. Bedwin
- Sheila White : Bet
- Wensley Pithey (VF : Roger Tréville) : Dr Grimwig

## Récompenses
- 5 Oscars en 1969 :
  - Oscar du meilleur film
  - Oscar du meilleur réalisateur
  - Oscar de la meilleure direction artistique
  - Oscar de la meilleure musique de film
  - Oscar du meilleur mixage de son

## Adaptations
Les adaptations d'Oliver Twist.

### Vidéographie
- zone 2 : Oliver !, Columbia TriStar Home Video, 2000,  (EAN 8-712609-069808) — L'édition contient un court documentaire de 7 min. sur les « coulisses du film »